# 港鐵市區綫現代化列車
港鐵市區綫現代化列車（英語：URL M-Train），於翻新前稱為都城嘉慕列車（英語：Metro-Cammell Train）或阿爾斯通列車，是前地鐵公司（現港鐵公司）購入的直流通勤型電動列車，軌道面到車廂地板及車頂分別高1,100毫米及3,700毫米（3,910毫米連空調機組高度）。該款列車為港鐵列車中車齡最高和數量最多的一款列車。目前本列車仍為港鐵和市區綫主力列車車型，現正陸續退役，預計直至2027至2030年全數列車將會退役，並改由市區綫中國青島四方製列車成為市區綫和港鐵的主力列車車型。

## 概要
這款列車是配合香港地鐵於1975年動工興建而購入，製造商是英國都城嘉慕（已於1989年5月由法國阿爾斯通收購），列車於1976年起開始建造，於1979年隨香港地鐵修正早期系統（現在的觀塘綫及荃灣綫旺角至中環段）開通而投入服務，是香港地鐵以及香港歷史上第一款通勤型列車，同時是港鐵車齡最高的載客列車。
列車使用直流電1,500伏特架空電纜供電，營運加速率及減速率為1.0m/s2（3.6 km/h/s），煞車系統為電空併用制動，以及再生制動，並提供1.4m/s2（5.04 km/h/s）的緊急減速率，設計最高行駛時速90公里（營運時時速80公里），並能進行無司機駕駛。主緩衝裝置為鋸齒形彈簧，氣墊為輔。牽引系統由斬波器控制。每卡車箱有約45個對立直排座位及設置多用途範圍、全線荃灣綫、部分港島綫，及將軍澳綫的小部分列車都使用這型號列車，均用氣動車門，有需要時可交換列車使用。所有英製電動列車在九龍灣車廠進行大修。
此款列車以8卡編組行走港島綫、荃灣綫、將軍澳綫，而在觀塘綫則只限繁忙時間行走。

## 歷史

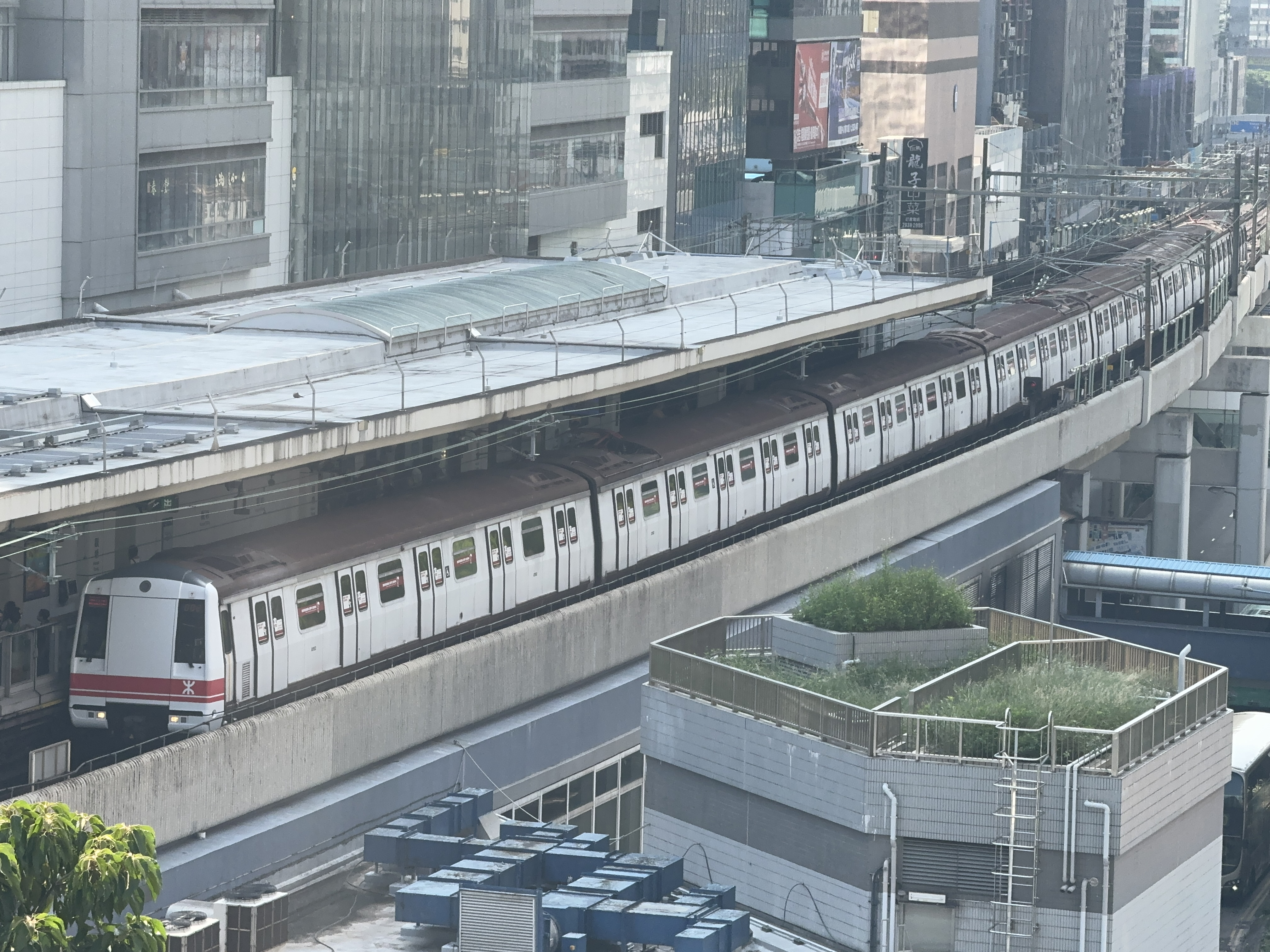
港鐵45周年復古版列車

在地鐵通車之時，已預期整個系統最終將以8卡列車行走，故所有月台在興建時均預留8卡列車的位置。但修正早期系統初期規劃通車時只採用4卡列車行走，全線通車時增至6卡車，故地鐵為修正早期系統採購的35列第1代車卡只有三組動力車卡。
按照1976年的合約，地鐵公司訂購車廂的數目為140卡，並可增購更多車廂。及後，地鐵於1978年行使合約訂明的增購權，增購了70卡，令最早期車廂數目增至210卡。
隨著1980年2月12日修正早期系統全線啟用，1980年2月16日所有列車俱以6卡車規格行走。1982年，地鐵再增購大量2A代車卡，以配合荃灣綫全線通車，這批車卡分兩批引入，較後期投入服務的列車車門款跟前批有異。除了動力車卡外，當時也開始購買拖卡，地鐵把該等列車編為D卡，並逐步把列車增加至8卡，過渡期間亦曾有列車以7卡行走。
1985年，港島綫通車，地鐵增購少量車卡（即I-Stock）。直至1986年4月7日，因應港島綫中環站及上環站於5月23日落成及客量需求，以及九龍塘轉車站的客量，全線列車正式以8卡一列（A-C+D+B-C+D+C-A）行走，直至現在。
1989年，觀塘綫東區海底隧道段通車，再增購一批車卡（即G-Stock），列車的牽引系統於出廠時已採用GEC GTO Chopper。由於當時只有G-Stock列車使用GEC GTO Chopper，為了方便維修，所有G-Stock列車於早期均行走荃灣綫。
1989年，由於法國阿爾斯通收購都城嘉慕，為方便零件儲存和維修，以及節省電力，CM-Stock及CT-Stock列車的牽引系統陸續由Cam Shaft更換成為GEC GTO Chopper（與G-Stock和H-Stock列車相同），G-Stock和H-Stock列車才陸續與其他時期購置的列車車卡混合使用及分配到不同路線行走。而I-Stock則繼續使用三菱RCT Chopper，因為兩種牽引系統運作方式有異，故I-Stock列車比較寧靜。
1994年至1998年期間，地鐵提升信號系統，因此班次能有所提升，故購入最後一批的英製列車（即H-Stock）第3代車卡，均行走荃灣綫，直至2002年。

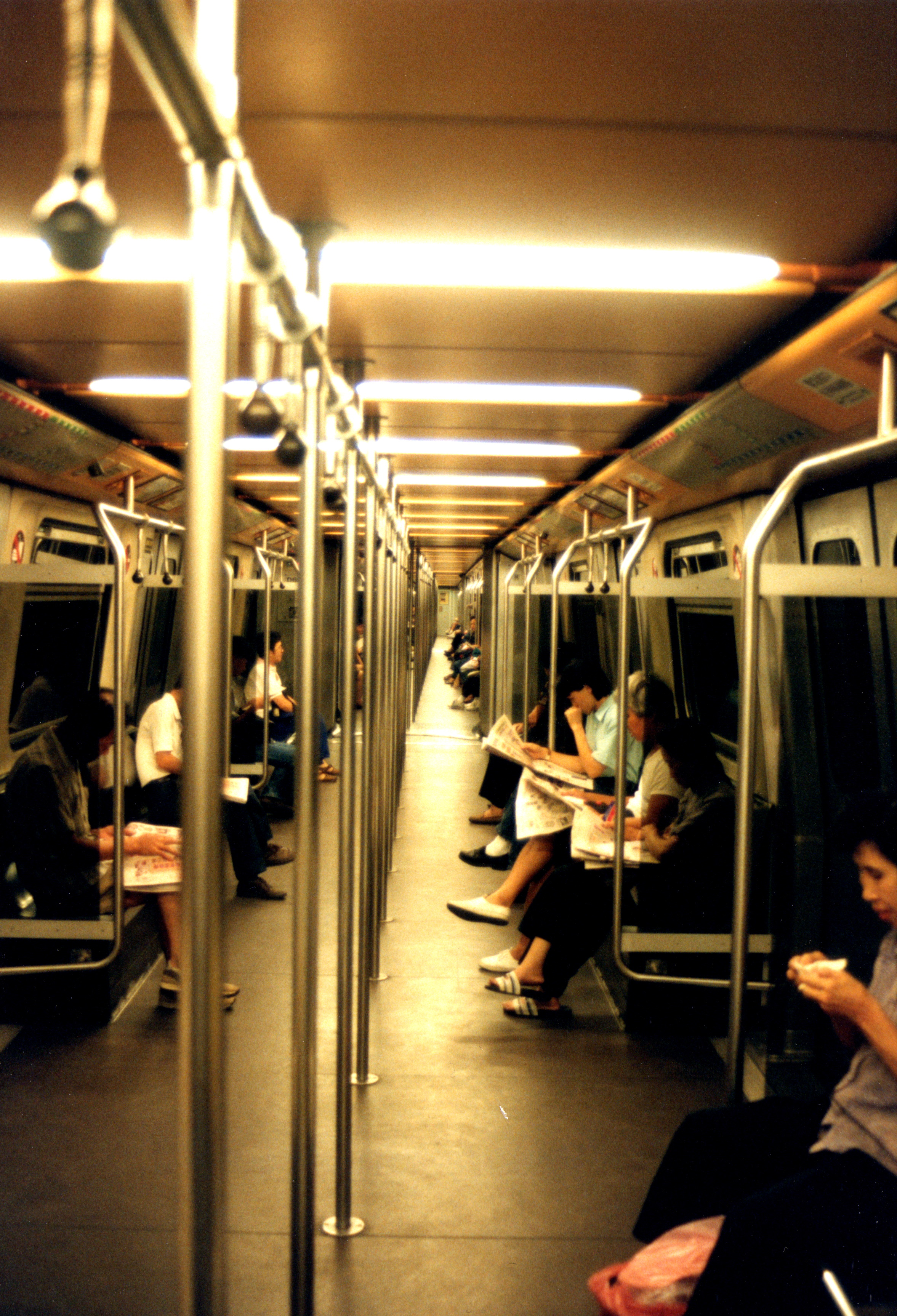
未翻新的列車內部

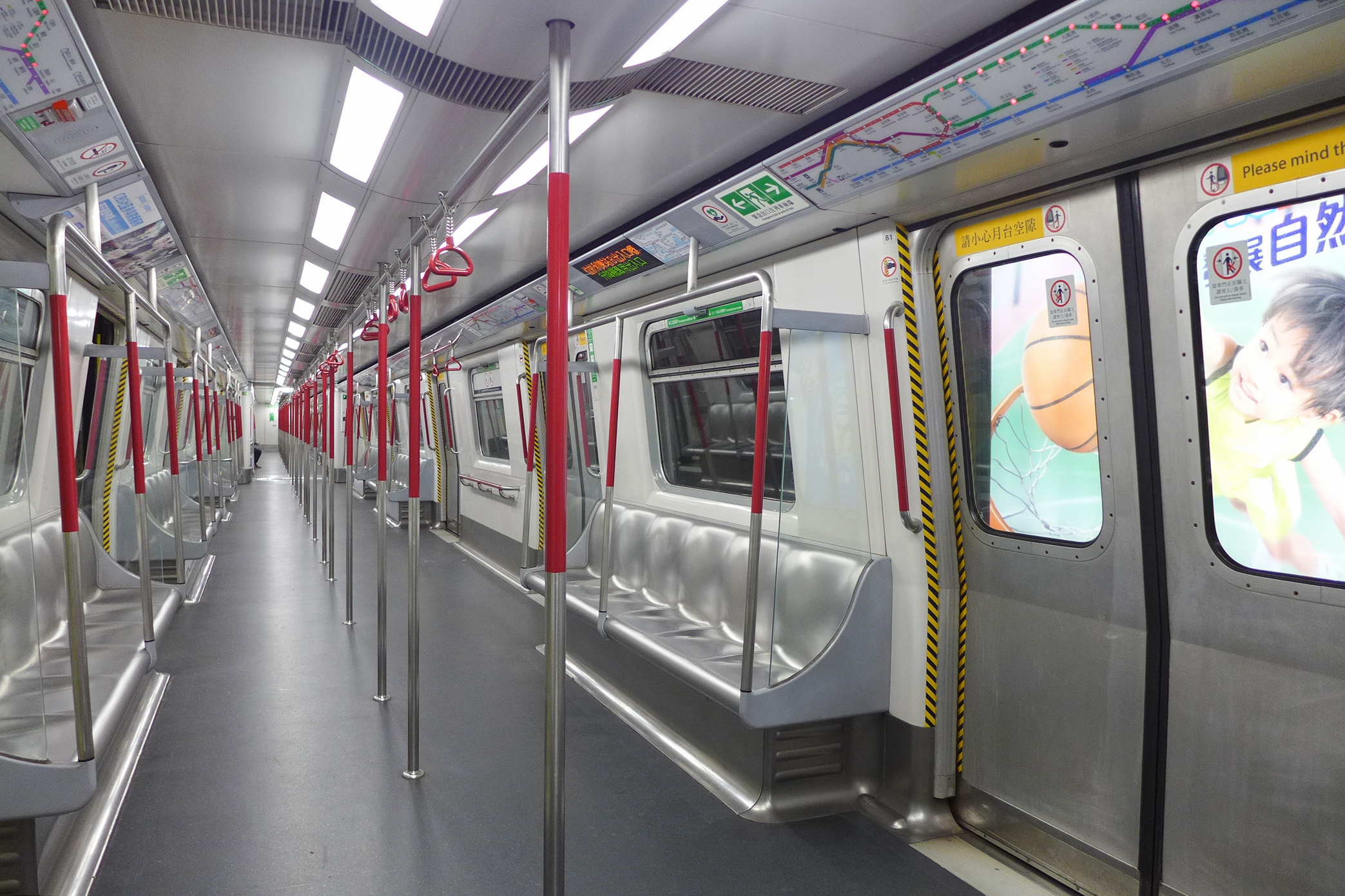
翻新列車內部

1997年，因應列車已接近設計壽命的一半以及配合更改公司徽號，地鐵於1998年8月起把所有（93列）英製列車進行全面翻新及延命工程，首趟經翻新的列車於1998年12月21日重投服務，樣板翻新的車廂（A203及C203）於1997年1月20日投入使用，當時與未翻新的車廂連接，此車的車頭未有作出更換，直到整列翻新為止。最後一輛未翻新列車於2001年8月19日停運並於2001年9月完成所有翻新工程。翻新工程由輕鐵第3期列車的澳洲生產商 A.Goninan（United Group集團旗下鐵路公司）負責（該公司於翻新工程後亦獲得續約負責本型號列車G-Stock和H-Stock的維修工程），由英國Design Triangle負責翻新列車的內外觀設計。翻新工程包括修改車頭組件、翻新內裝及機件、加入自動資訊顯示系統、列車狀態資訊系統（英語：Train Information System，簡稱TIS）及安裝電子語音播報系統（簡稱DVA），但在2001年以前並沒有安裝現代化設備到首19列翻新列車，直到後期才裝上現代化設備。不過，翻新過程當中，並無將氣動車門改為電動門。
2000年，有失明人士在觀塘綫石硤尾站不慎踏空從闊約一米車廂接駁罅隙墮軌。為防止同類事件發生，地鐵將所有英製列車之間的駁位加上三條鐵鏈。其後，韓製列車及部分中國製列車亦因而配合，在卡與卡之間的駁位加上三條鐵鏈，直至全數市區綫車站完成加裝月台幕門或閘門後拆除。
2002年，將軍澳綫通車，但由於新購入的市區綫韓製列車不能即時適應兩套新舊列車系統，而且負責將軍澳綫車廠運作的承辦商澳洲戈尼南（Goninan）（UGL集團旗下）公司（亦即是負責翻新英製列車的公司）不懂維修市區綫韓製列車。為確保將軍澳綫能如期通車，地鐵公司決定將市區綫韓製列車安排於觀塘綫行駛。同時，地鐵公司將15列G-Stock和H-Stock的英製列車調至將軍澳綫，並在2003-04年間換走一部分觀塘綫列車到荃灣綫。
為配合迪士尼綫於2005年8月1日通車，地鐵公司於2002年12月至2005年5月把10卡A/C編組及2卡B/C編組的第3代列車翻新成迪士尼綫專用列車（B/C編組亦把B卡拉長並加設駕駛室），列車的2號和4號門被拆除，並改為玻璃窗，亦只有這些列車的氣動車門被更換為歐洲ULTIMATE出品的電動車門，但列車須每3年由小蠔灣車廠用人手模式返回九龍灣車廠大修。由於列車車頭設計特別，因此有別稱「老鼠頭」。2007年1月，因應港島綫加密班次，為了使到港島綫有足夠列車行走1列荃灣綫列車更改為屬於港島綫，荃灣綫英製列車數目由33列降至32列，港島綫則由27列增至28列列車。2007年10月，再有1列觀塘綫列車更改為屬於港島綫，觀塘綫英製列車數目由18列降至17列，港島綫則由28列增至29列列車。
從2008年5月10日起，港鐵試驗在港島綫其中3列列車的第4及5個車廂內增加各3組小型多用途空間。於2010年8月起，為提升載客能力，並方便使用輪椅、攜帶嬰兒手推車及行李的乘客登車，所有港島綫列車的第3-6卡車廂車廂均拆除九個座位，以設置兩個大型多用途空間（其中一排6人座椅被直接拆除，而原有的3人座椅及小型多用途空間則擴大為大型多用途空間），而新設的大型多用途空間，以及原有設於第1、2、7、8卡的小型多用途空間俱加設半座位。而觀塘綫及荃灣綫列車第1、2、7、8卡的小型多用途空間亦於同年下半年陸續加設半座位。在2011年4月起，所有觀塘綫及荃灣綫列車的第2-7卡車廂均拆除六個座位，並增設一個大型多用途空間，惟新設的大型多用途空間只設有一條扶手，並沒有裝設半座位。於2011年7月，港鐵陸續拆去觀塘綫及荃灣綫列車第1、2、7、8卡的小型多用途空間的半座位。到了2011年9月中旬，港島綫列車於第2及7卡拆除一排6人座椅以增設一個大型多用途空間，而第3-6卡原為小型多用途空間的大型多用途空間則還原為原有規格，該四卡車廂的大型多用途空間數量減至一個。而所有多用途空間不再設有半座位。
2008年8月，港鐵為A105/A158編組貼上3M貼紙，以減少車身洗酸次數，但在2009年該列車車身拆除3M貼紙，塗上灰色塗裝。
2010年4月，因應將軍澳車廠外判商澳洲的United Goninan撤出以及已完成調較信號系統，將軍澳綫的英製列車與觀塘綫的市區綫韓製列車對調，以改善將軍澳綫的噪音問題（該批列車因車身出現生銹跡，故港鐵於調至觀塘綫不久便進行車身洗酸工程）。鑑於現在將軍澳綫需使用16列列車，而市區綫韓製列車只有13列，故將軍澳綫現在仍會每天從觀塘線抽調3列都城嘉慕電動列車行走，派車不定。
2011年年尾，因應所有前地鐵的架空車站均安裝月台閘門，港鐵為所有列車之駁位拆除鐵鏈（即連接位的紅色鐵鏈）。
2012年3月至2013年3月，因為市區綫中國製列車陸續投入服務，令到列車資源變得較充裕，而荃灣綫加密班次至兩分鐘一班（原為2分8秒）。由於港鐵現時安排中國製列車只行走觀塘綫，故此先後有4列觀塘綫列車更改為屬於荃灣綫，觀塘綫英國製列車數目由32列降至28列，荃灣綫則由32列增至36列。而2012年5月至2014年12月，為了使到港島綫有足夠列車行走、加上中國製列車數量充裕並配合西港島綫通車，先後有8列觀塘綫列車更改為屬於港島綫，觀塘綫英製列車數目由28列降至20列，港島綫則由29列增至37列列車，使到兩綫列車數量分別增至36和37列，以增加班次及確保該綫列車數量充足。
2013年7月，港鐵計劃再將所有93列英國製造的列車全面翻新，工業設計由法國MBD Design負責，翻新範圍包括車頭、車身、車廂內部、地板、乘客資訊系統、座椅、照明、廣告面板、將閃燈路線圖更改為動態路線圖、電子信息顯示系統、安裝閉路電視、煙霧探測器、基於通信的列車控制系統（SelTrac CBTC）的介面和其他相關工程等。港鐵當時表示正就翻新列車及更換訊號系統邀請有意願競投的承辦商參加資格預審，預料於2014年展開招標程序，未知確實的工程費用及施工時間表；惟最終取消全面翻新列車計劃，改購由中車四方生產的市區綫願景列車。
為節省電源，港鐵已於2013年底前，為前地鐵路線（不包括迪士尼綫）共136列列車，更換至採用發光二極體（LED）照明。
自2016年7月起，為配合荃灣綫進行新訊號系統安裝工程，故此有多列荃灣綫列車更改編組，部分於更改編組後改屬港島綫／觀塘綫，同時多列原港島綫／觀塘綫列車更改屬荃灣綫，使觀塘綫和港島綫列車數量分別增至21和減至36列。
2018年4月，因應2C代和3代英製列車安裝新訊號系統，澳洲外判商United Goninan撤出九龍灣車廠。
2024年8月，為慶祝成立45週年，港鐵公司將其中一列列車塗上通車時原本的《白頭》塗裝，並將於8月22日下午2時在彩虹站投入服務。

## 試用新設備

### 加裝充氣門膠
為降低車廂噪音，港鐵於2011年中旬為觀塘綫的A199/A176編組安裝充氣門膠，並進行為期一年之測試。測試過程當中，曾有一段時間停用有關門膠，試驗列車的設計於2012年下半年亦有所修改，故由2012年下半年重新測試。測試亦於2012年第52周及2013年1月中分別擴展至A177/A220和A217/A184編組。
2013年3月，由於效果良好，港鐵原宣佈將於所有「現代化列車」（不包括迪士尼綫列車）加裝充氣門膠，預計將於2020年全數完成加裝。改裝將由荃灣綫列車開始展開，之後為觀塘綫，最後為港島綫。每列列車改裝費用達215萬港元，整項計劃需耗用2億元，但後來港鐵宣佈以新列車取代，故此只有3列列車獲裝充氣門膠。

### 試用新款吊環被網民劣評

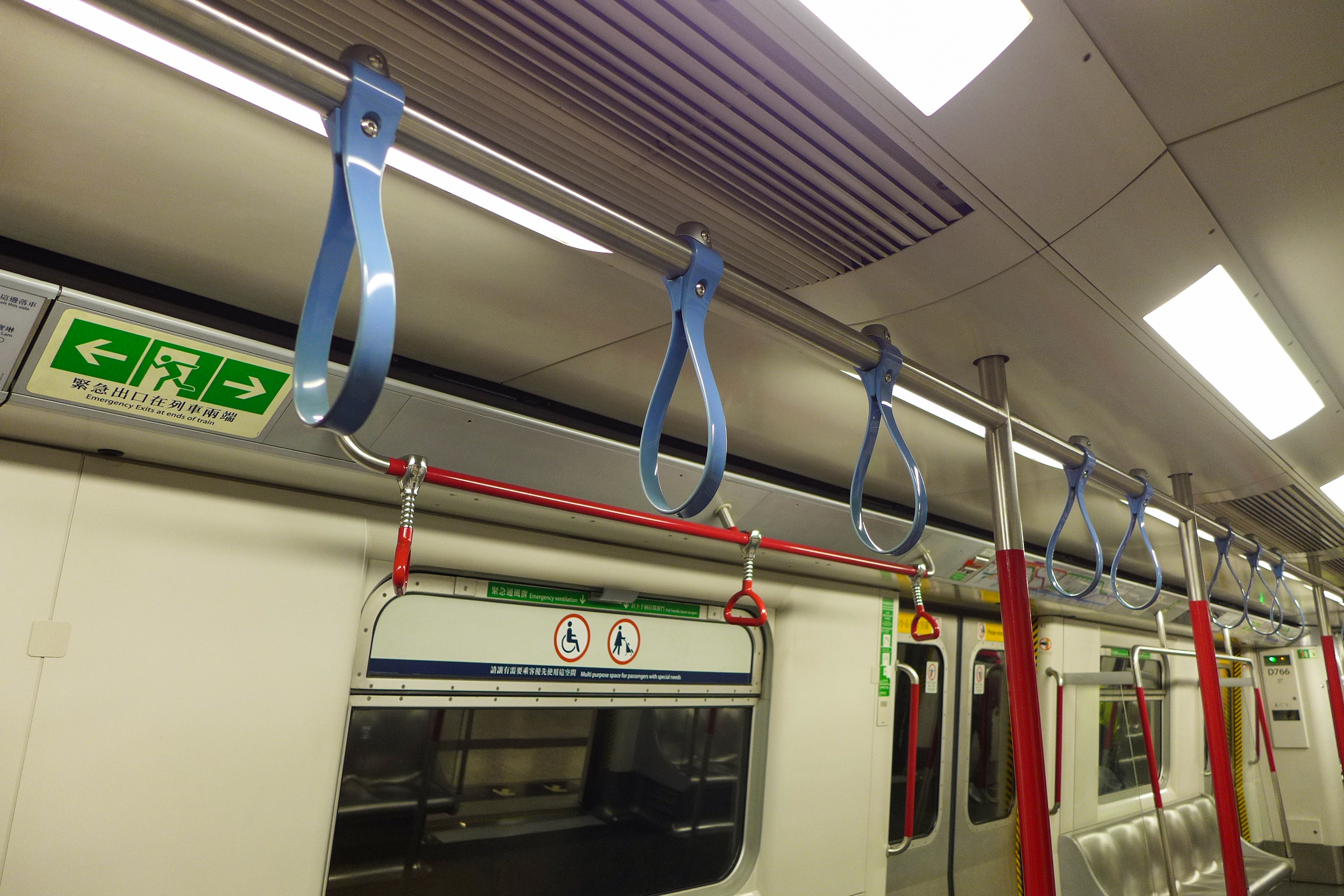
新款吊環採用軟膠物料製成，網民批評吊環舒適度完全欠奉、與車身主色調格格不入，更稱為「吊頸」扶手

2016年8月，港鐵於facebook發布觀塘綫、荃灣綫及港島綫部分列車採用由奧地利Faigle公司製造的新款吊環，顏色為藍色，採用軟膠物料製成，有別於原有吊環採用紅色硬膠物料的設計。不過新款吊環隨即惹來網民劣評，如「舒適度完全欠奉」、「與車身主色調格格不入」，以至猶如「集體度頸」等。到2017年4月，前電台節目主持人陳雲海（雲海）向港鐵查詢後，承認引入新款扶手吊環前未有諮詢過殘疾團體意見，並已決定重新設計改良版吊環。改良版吊環仍舊由奧地利 Faigle 公司製造的，但更改為其新推出的VARIOSTRAP吊環。新吊環由在2017年8月14日率先在港島綫的B457車廂亮相，款式更改為「上軟膠下硬膠」，但其後該車廂已還原原有未改良的TOPADSTRAP吊環。港鐵只在荃灣綫的編組換上橄欖型扶手和新吊環。

### 加裝閉路電視
所有市區綫英製列車已安裝車廂閉路電視系統。

## 特點

### 車門設計

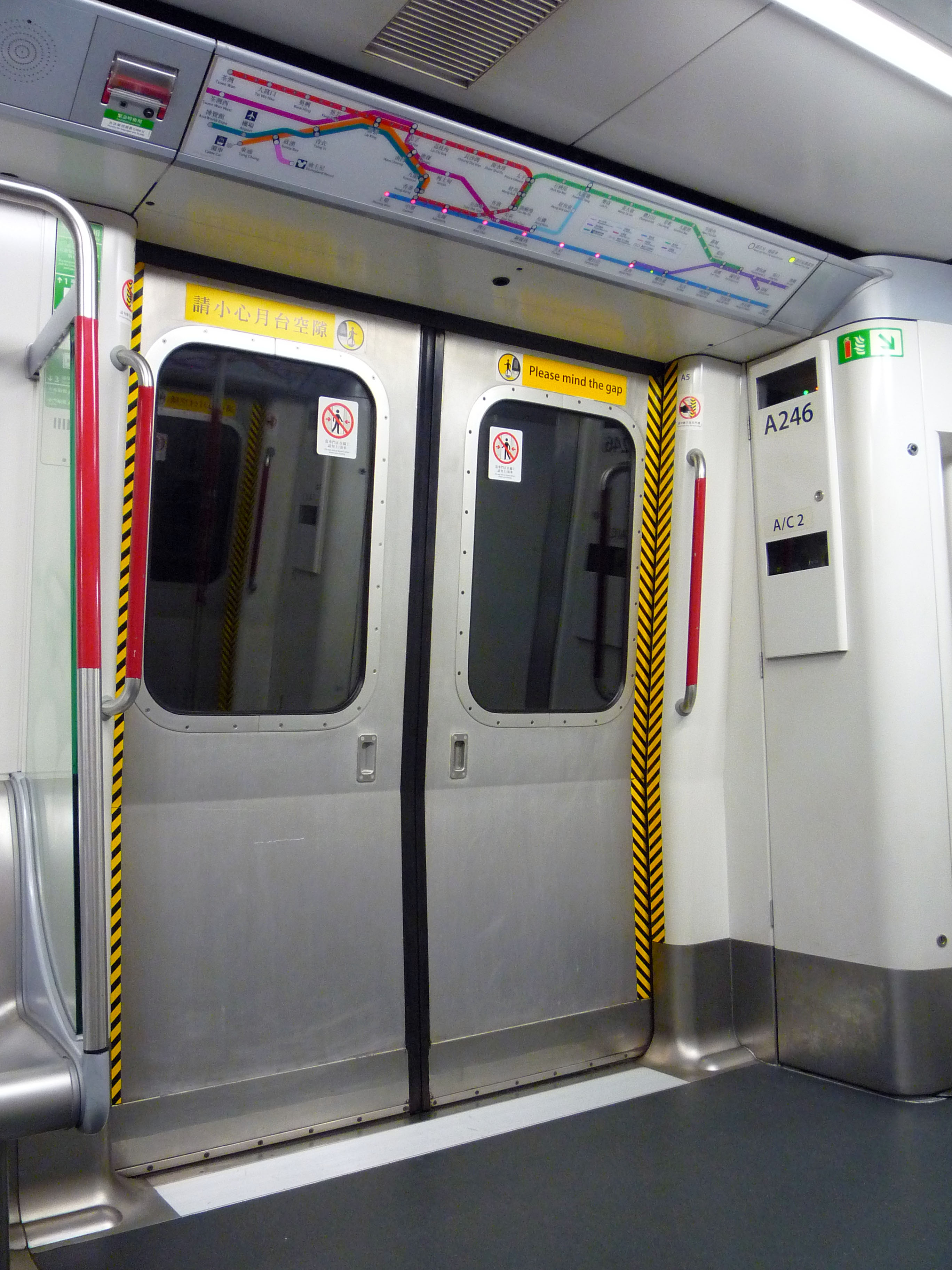
部份第2A及2B代車卡的車門設有手把，此圖片是於第2A代車卡（A246）拍攝

採用氣動門，但不同年代生產的列車開關門的方式以及門膠均有所不同（詳情請看本頁列車編組一段），如第1代車卡為闊門膠、部分第2A及2B代車卡的車門設有手把 、第3代車卡開關門時沒有回彈。車廂之間的貫通道皆由瑞士SIG公司提供。列車設有由英國Stone-Platt Crawley Ltd製造的空調系統。為確保車箱內的空氣流通，列車的車門與車身間留有一些空隙作通風用途（迪士尼線除外），以便行駛時能抽入隧道中空氣，防止車箱內環境侷促，但是也產生了列車在行駛中的噪音問題。
本型號列車第1代車卡的車門導引為外扣式，跟所有在東鐵綫行走的英國製列車一樣，第2及第3代車卡則為軌道式。2014年，港鐵發現第2及第3代車卡的車門導引容易被細小的物件卡住，影響車門運作，故此分階段改裝成類似第1代的款式。

### 牽引系統
CM和CT Stock列車原採用Cam Shaft，後來因阿爾斯通收購都城嘉慕，統一零件的儲存及提升列車牽引動力電力效能，所以於1991年至1995年改用GEC GTO Chopper，以節省成本。1992年起出廠的車卡至今一直採用GEC GTO Chopper。而2B代列車則一直採用三菱RCT Chopper，起步時較為寧靜。除了2B代列車因採用不同牽引系統外，列車零件均可以互通；因此所有2B代列車集中於港島綫服務，以方便維修。
A/C182的牽引系統於1987年由Cam Shaft更換為三菱RCT Chopper，其後於1991年再更換為GEC GTO Chopper。

### 互通性
以下所說明隨特別注明外，均不計拖卡。
目前，第1及2A代車卡主要與1代，2A代或2B代車卡互相結合（列車車卡編號請參閱本頁#列車編組一段）（即一方車頭（A/C）為1/2A代（單數／雙數），另一方（A/C）為1/2A/2B代（單數／雙數），中間車卡（B/C）為1代或2A代，亦有單獨動力編組，即使用全1代或2A代為該編組的動力卡，也有全2A代連拖卡編組，但沒有全2B代動力卡編組及全2B代連拖卡編組（因2B代的B459-C459的編組已退役）；第2C代車卡主要與第3代車卡結合（即一方車頭為2C代（A/C），另一方必為3代（A/C），中間車卡（B/C）為2C/3代，雖然目前只有是全2C/3代連拖卡編組，但亦有以部分3代動力編組的列車A/C卡。
另外，觀塘綫主要採用1/2A代動力車卡（2A代的居多），亦採用2A/2B/2C/3代拖卡；荃灣綫主要採用1/2A/2C/3代動力車卡，亦採用2A/2B/2C/3代拖卡；港島綫主要採用1/2A/2B代動力車卡 ，亦採用2A/2B/2C/3代拖卡；M-Train本身沒有1代拖卡；將軍澳綫則隨意從觀塘綫抽調列車（由於將軍澳綫軌道與港島綫軌道並不互通，因此如要從港島綫或荃灣綫抽調列車，需經過荃灣綫及觀塘綫才能調至將軍澳綫，過於費時）。

## 列車編組
市區綫列車以8卡為一列，編組方式為A-C+D+B-C+D+C-A，以A-C、B-C、C-A為一組，D卡則隨意組合，如要調卡，均會整組調走。日常运作时，列車可能會因應車務調動需要，而借往其他路線行駛，此情況時有發生，並非罕見。
| 代數 | Stock | 購置時期              | 列數 | 投入服務日期                      | 車門                         |
| ---- | ----- | --------------------- | ---- | --------------------------------- | ---------------------------- |
| 1    | CM    | 修正早期系統通車      |      | 1979年－1982年                    | 氣動門 闊門膠                |
| 2A   | CT/Q  | 荃灣綫通車            |      | 首批：1982年－1985年 次批：1985年 | 氣動門 窄門膠                |
| 2B   | I/Q   | 港島綫通車            |      | 1985年－1986年                    | 氣動門 窄門膠                |
| 2C   | G/Q   | 東區海底隧道段通車    |      | 1989年－1991年                    | 氣動門 窄門膠                |
| 3    | H/Q   | 訊號系統（SACEM）升級 |      | 1994年－1998年                    | 氣動門 （加裝滅聲器） 窄門膠 |
| 總數 | 總數  | 總數                  | 93   | 共744節車廂，另有6節後備車廂      | 共744節車廂，另有6節後備車廂 |

參考來源：

## 問題

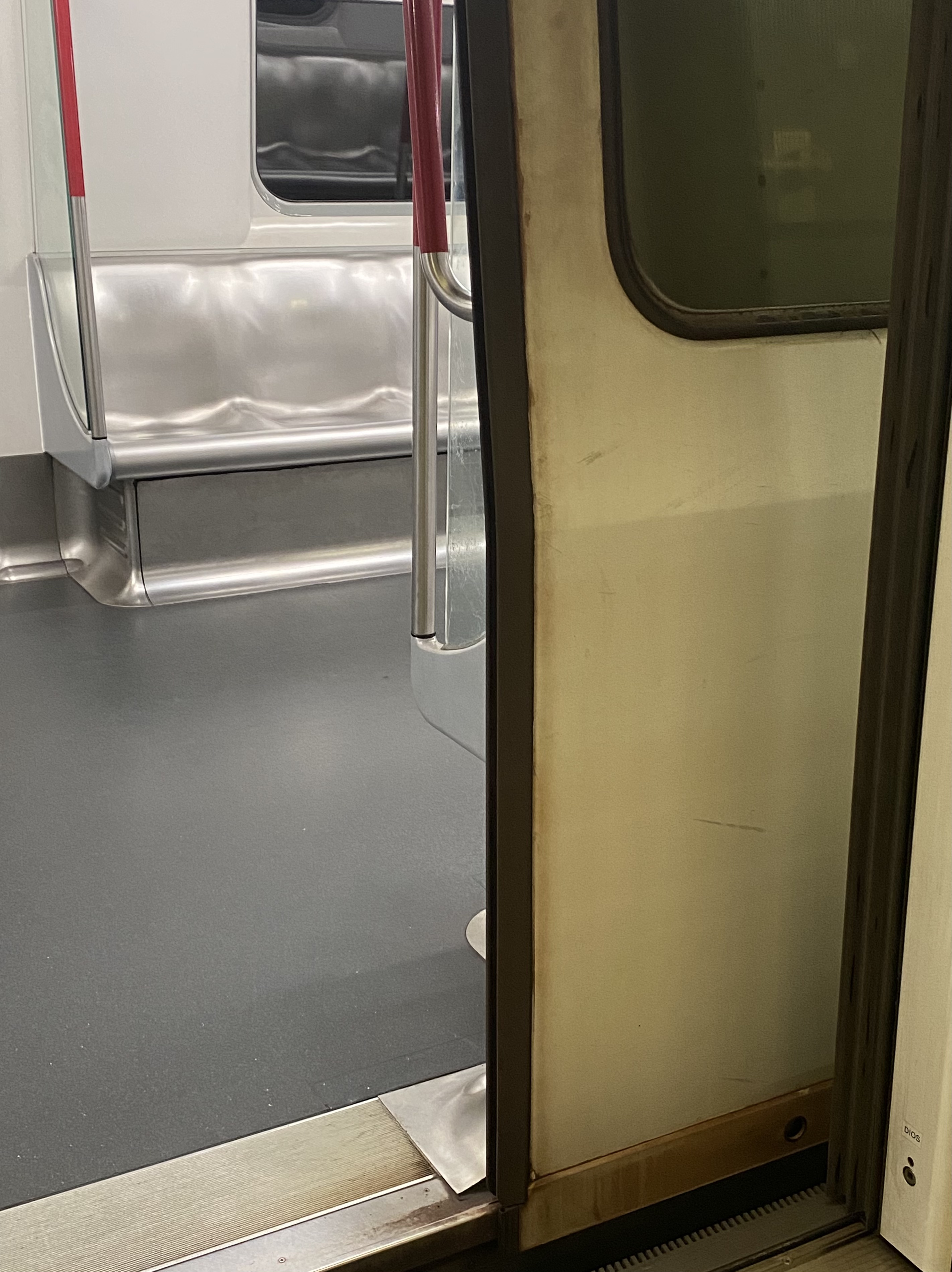
M Train 車門已生銹

### 列車噪音
截至2025年08月，第1代列車服務至今有45年車齡；第2A代列車有43年車齡；第2B代列車有40年車齡；第2C代列車有36年車齡；第3代列車有31年車齡。雖然列車於1998年8月至2001年9月期間全面翻新並延命約10至15年，但列車漆面老化問題越來越顯著，如行車噪音加劇，車廂裝潢老化（部分油漆有脫色現象）以及個別第2C/3代列車埋站開門時出現超過80分貝的電壓聲，亦有列車車輪發出如蒸汽機車的「聾聾」聲浪，故障頻密等，有議員也就噪音問題希望港鐵盡快更換新型列車，但由於大多數列車不是獨立編組，港鐵又早於修正早期系統時計劃使用此款列車至少50年，故更換列車計劃當時未落實。
由於這型號列車的設計是以當時同期的倫敦地鐵及泰恩 - 威爾地鐵列車作為藍本，在設計時已考慮香港氣候環境而增加了空調設備，但其功率有限，因此需要在車門與車身之間留有一些空隙作通風用途。可是，這些空隙令車外噪音在列車行駛時傳入車箱內，加上列車屬於1970年代設計，列車的隔音措施嚴重不足，此外，轉向架的懸掛方式採用舊式設計，所以在行車時會發出較大的聲音，在平常地底路段及架空月台入站，往往發出超過90分貝的噪音，上斜路段更發出超過100分貝的噪音，有乘客感到耳朵不舒服，甚至連電話、車廂廣播等聲音也聽不到，令乘客經常投訴，議員也經常炮轟本型號列車噪音問題嚴重。
將軍澳綫未換入市區綫韓製列車之前的8年過渡期（2002至2010年），議員已無數次投訴將軍澳綫的噪音問題嚴重（尤其在調景嶺至油塘的路段，約105分貝），港鐵只是以隧道較闊及路線彎曲為原因作解釋，而未有真正地向議員說明將軍澳綫車廠外判給澳洲戈尼南（Goninan）公司（亦即是負責翻新此款英製都城嘉慕列車的公司），但該公司不懂維修韓製列車，及韓製列車不能即時適應兩套新舊列車系統，令議員鼓噪。
近年，荃灣綫也被議員投訴荃灣站至美孚站及葵興站至大窩口噪音問題嚴重，約90分貝，港鐵已加強打磨路軌及於車輪加裝車輪環及俗稱「漿糊筆」的減噪音液體瓶（此瓶會在列車行走時為車輪塗上液體，減少與路軌的磨擦），但發現列車仍發出超過80分貝的噪音；雖然成效不大，但總算有改善。
港島綫亦曾被市民投訴有四分之一的車站路段噪音問題嚴重，車廂噪音均逾90分貝，而其中當列車駛經在太古站至鰂魚涌站的行車隧道時，噪音更達至97分貝，影響乘客聽覺。另外，觀塘綫同時也被市民投訴，當英製都城嘉慕列車駛經油塘站至藍田站的行車隧道時，因急彎加上列車下坡，噪音也達至92.6分貝，情況令人關注。
未來當市區綫更換新訊號系統，預期本列車亦不能配合將來市區綫的新訊號系統，加上車齡已高而且翻新列車的壽命很短，因此港鐵公司已向中國中車旗下青島四方機車車輛股份有限公司購置93列8節編組中國製列車（港鐵市區綫願景列車）以取代本列車，成為市區綫的主力列車車型。

## 大事記

### 觀塘綫及將軍澳綫
- 1979年10月1日，地鐵修正早期系統（石硤尾至觀塘段）通車，地鐵都城嘉慕列車正式投入服務。
- 2000年9月18日，一名失明人士在石硤尾站不慎踏空從闊約一米車廂接駁罅隙跌落路軌，該失明人士僅及輕傷。為防止同類事件發生，地鐵將所有英製列車之間的駁位加上三條鐵鏈；有關鐵鏈已經在所有車站安裝月台幕門及月台閘門之後被拆除。
- 2001年8月19日，所有未翻新市區綫現代化列車退出營運[5]。
- 2002年8月18日下午3時，地鐵將軍澳綫通車；其中兩列列車獲安排為通車的首班列車，該首班列車分別由寶琳站及北角站開出。
- 2009年7月26日，港鐵康城站通車；其中兩列列車獲安排為通車的首班列車，該首班列車分別由康城站及調景嶺站開出。
- 2024年8月22日，為配合港鐵通車45周年，一列復古主題列車塗裝編組為A161/A162於下午2時由彩虹站3號月台開出。

### 荃灣綫
- 1993年4月27日，地鐵發生首宗脫卡意外，一列荃灣綫列車駛至大窩口站時，途中一節車卡的連接器鬆脫，導致最後方的3卡車廂被甩開，並失去動力後留在隧道內，而該班列車的車長直至駕駛剩餘的5卡車廂駛至大窩口站後經月台員工通知後才知道發生事故，事件中沒有造成人員傷亡。
- 2004年1月5日早上近9時，一列往中環方向的荃灣綫列車前往金鐘站期間，一名65歲老翁在列車上縱火，事件造成14人受輕傷，是地鐵自啟用以來首宗縱火案。

- 2017年2月10日，晚上7時許，一列往荃灣站方向的荃灣綫列車在前往尖沙咀站期間遭到乘客縱火，引致車廂出現濃煙，車廂內的19名乘客被火燒傷，而縱火者其後傷重不治[30]。

- 2019年3月18日凌晨，一列荃灣綫列車在新信號系統測試期間於中環站附近和另一列車相撞(編組為A131/A218 & A187/A112)，2名車長受傷，當中往中環列車(A131/A218)的車頭駕駛室玻璃損毀，車卡向左傾斜並有車輪脫離路軌，第一卡與第二卡之間連接位扭曲。而另一列由中環開出的列車(A187/A112)的第三至四卡，車身被撞凹，車門鬆脫，車廂內座椅及扶手柱撞至移位。受事故影響，荃灣綫來往金鐘站和中環站暫停服務2天[31]；[需要較佳来源]是次事故為港鐵通車以來首宗相撞事件。

- 2019年8月31日晚上近11時，一列往中環方向的荃灣綫列車，行駛至太子站時，發生無差別襲撃平民事件，有警員上車追打示威者與乘客，事發車廂血跡斑斑，其中兩節車卡遺留雨傘、報紙等雜物及胡椒噴霧液體，多名乘客嚴重受傷。數小時後，當晚一列荃灣綫列車擔任特別列車運載重傷者到茘枝角站，再送上救護車。

- 2019年10月1日，有示威者在荃灣站向一列停泊於一號月台的荃灣綫列車及路軌投擲汽油彈，導致列車被燃燒薰黑；荃灣綫列車全線停駛。
- 2019年10月6日下午約5時50分，一列往美孚站[註 2]方向的荃灣綫列車，並於茘景站至美孚站之間衝燈，列車慢速衝過安全側綫後，撞到路軌的止衝擋。該路軌平常不會使用，列車以時速約10公里的慢速越過該位置時觸碰到軌旁石屎躉，但列車車輪沒有偏離軌道。意外造成6名乘客及2名港鐵職員受傷，約1,000人疏散[32]，也是繼同年3月18日荃灣綫發生列車相撞事故後的第二宗事故。
- 2019年11月11日早上約8時，全港大三罷行動期間，一列往中環站方向的荃灣綫列車在駛至葵芳站期間被示威者打開緊急逃生門及車廂內燃點汽油彈縱火[33]，荃灣綫列車服務一度嚴重受阻。
- 2022年11月13日，一列編組為A285/A280的荃灣綫列車，於早上9時33分駛入油麻地站2號月台中環站方向時懷疑出軌，第一卡列車車門與月台幕門相撞引致鬆脫。車頭位置被撞脫，第一卡轉向架稍為傾微出軌[34]。

### 港島綫
- 1998年12月21日，首列完成翻新列車於港島綫投入服務。
- 1999年8月10日，一名車長在柴灣車廠準備將列車停泊時，撞向路軌末段止衝擋，車長頭部受傷。
- 2012年10月3日，早上8時10分，上環站列車掉頭處的通風口鐵皮脫落，撞毀一輛掉頭後準備駛往上環站1號月台列車的車頭玻璃。
- 2014年12月28日，早上6時正，港鐵西港島綫局部通車（香港大學及堅尼地城站啟用）。列車獲安排為通車的首班列車，該首班列車分別由堅尼地城站及柴灣站開出。
- 2015年3月29日，港鐵西港島綫西營盤站啟用。列車獲安排為通車的首班列車，該首班列車分別由堅尼地城站及柴灣站開出。
- 2017年10月26日凌晨1時，一列港島綫列車駛回柴灣車廠內指定泊位期間，其中1節車卡的車底氣囊出現問題，導致一邊車輪偏離軌道，車卡與路軌及軌道旁的設備擦撞，並撞毀其中一條供車長上落的樓梯，涉事車卡的車身損毀，樓梯的碎片亦刮花另一列車。事件導致4列港島綫列車未能出廠載客，港鐵需要臨時調動荃灣車廠、九龍灣車廠及將軍澳車廠4列後備列車前往港島綫行走。
- 2019年7月30日的港鐵不合作運動中，一列往堅尼地城的港島綫列車於北角站被示威者阻礙車門關閉及按緊急按鈕。

- 2019年8月14日，一列港島綫列車駛離柴灣站期間，因供電問題停下。其後有乘客進入路軌範圍，職員協助他們返回月台後，列車服務於中午12時陸續回復正常；事後相關列車不載客停泊在一號月台，片中見到兩邊駕駛艙位置己開啟，另外所有列車都會以二號月台上落客。[35][需要較佳来源]
- 2019年9月29日，有示威者在筲箕灣站登上一列往堅尼地城方向的港島綫列車，並進入車廂的駕駛室把緊急逃生梯放下，導致港島綫西灣河站至柴灣站列車服務一度嚴重受阻。
- 2019年11月20日，晚上近六時〇七分，一列往堅尼地城方向的港島綫列車，行駛至灣仔站時，二號月台8-2位置有乘客誤踩空隙，導致被困灣仔站二號月台約十分鐘。處理事故完成後，相關列車不載客駛往金鐘再回廠檢查，期間B404-B4即發生事故之車門未能正常關上，需要慢速行駛。[36][需要較佳来源]
- 2021年6月18日，網上流傳一段影片，一頭野豬仔闖入港鐵鰂魚涌站後，擺脫港鐵職員阻擋，成功登上一列港島綫列車，在列車內來回奔跑，如入無人之境。其後，野豬仔更「轉車」至將軍澳綫一列空載列車，一度瑟縮在關愛座不肯離開，最後港鐵被迫安排列車返回車廠，漁護署人員其後到場將其捉走，並已放生。[37]
- 2021年12月2日，一列港島綫列車編組為A153/A160，在銅鑼灣站車門飛脫，並撞毀一塊廣告板；港島線灣仔站至鰂魚涌站列車服務暫停。[38]
- 2023年6月19日，一列港島線列車編組為A163/A174駛到灣仔站停車時，車門和月台幕門未能如常自動打開，車長正與車務控制中心處理期間，列車上有乘客自行打開車尾的緊急出口斜道，約20人走落路軌位置，令港島線列車服務受阻，上環至鰂魚涌一度暫停服務，直至晚上約9時逐步回復正常。

## 圖片庫

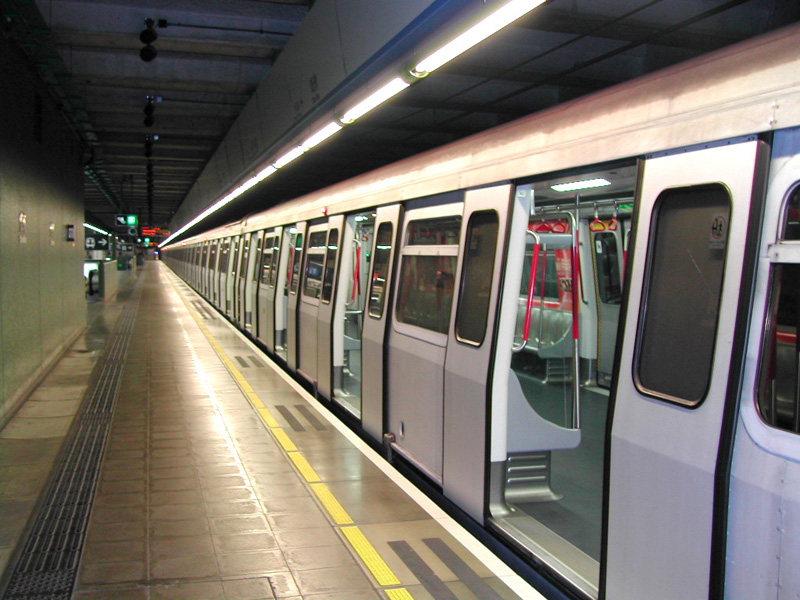
英製列車使用的「滑動式」車門，相對於港鐵機場鐵路Adtranz-CAF列車及市區綫韓製列車的「嵌入式」車門
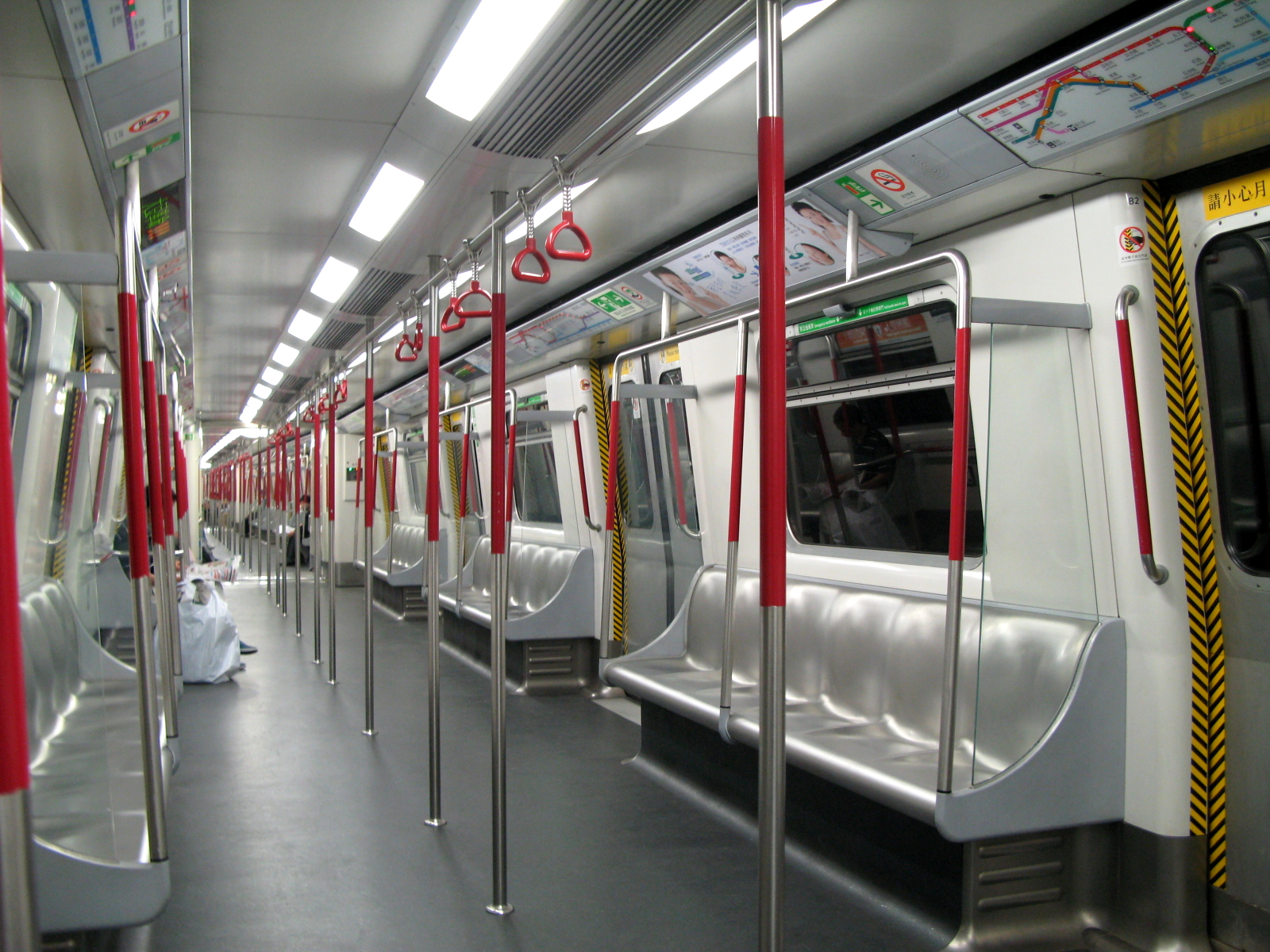
列車車廂內部
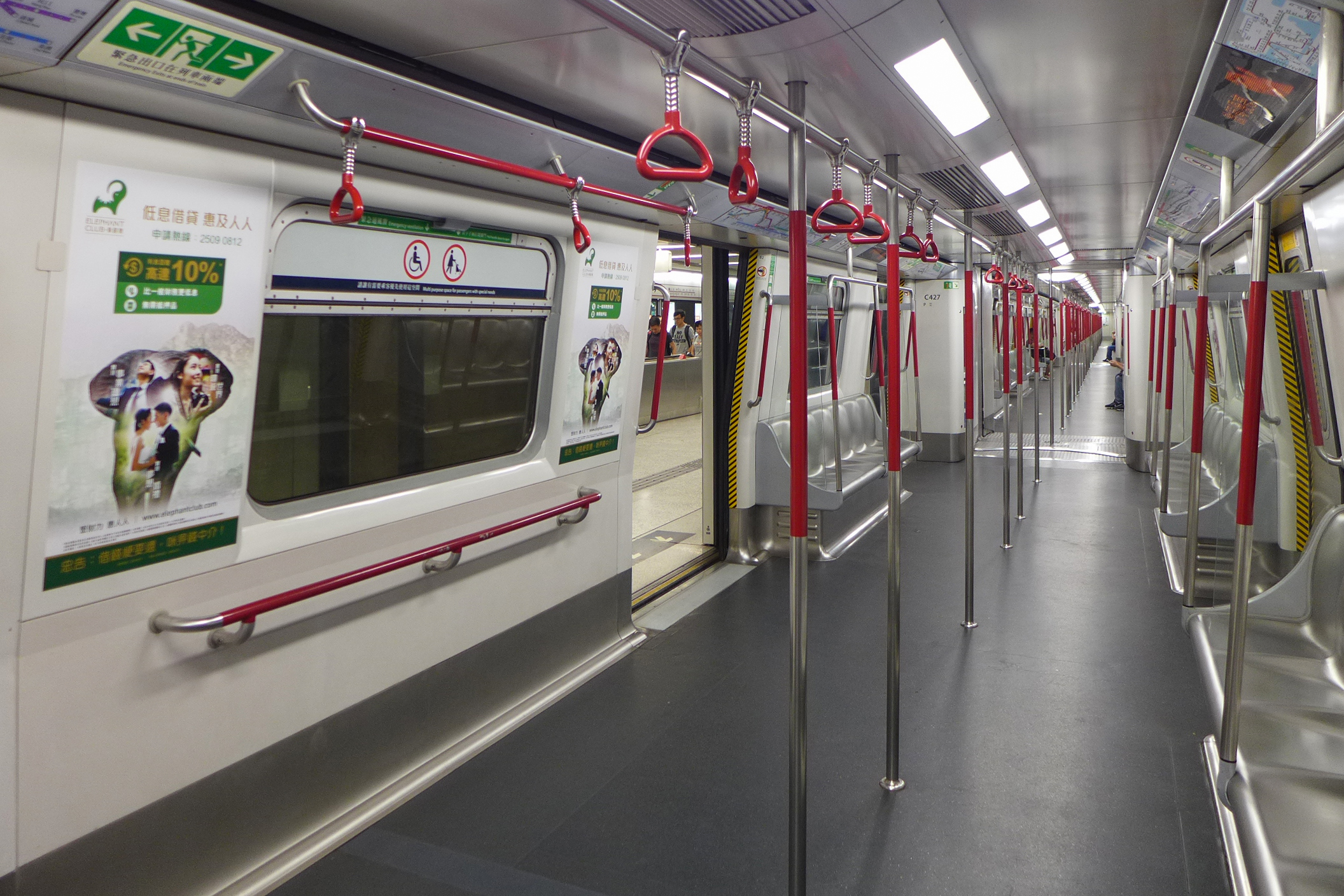
車廂內的大型多用途空間
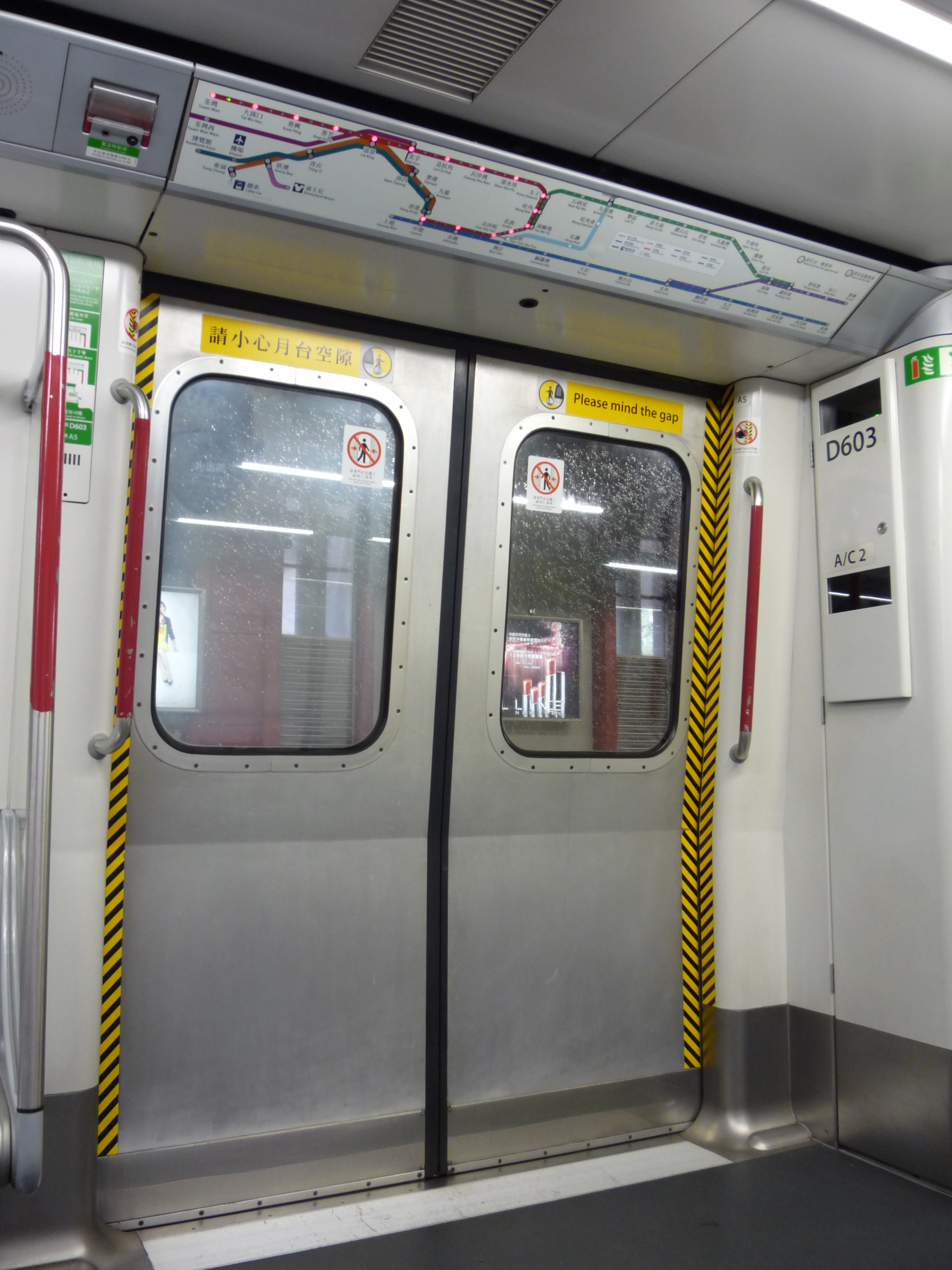
2A代列車車門
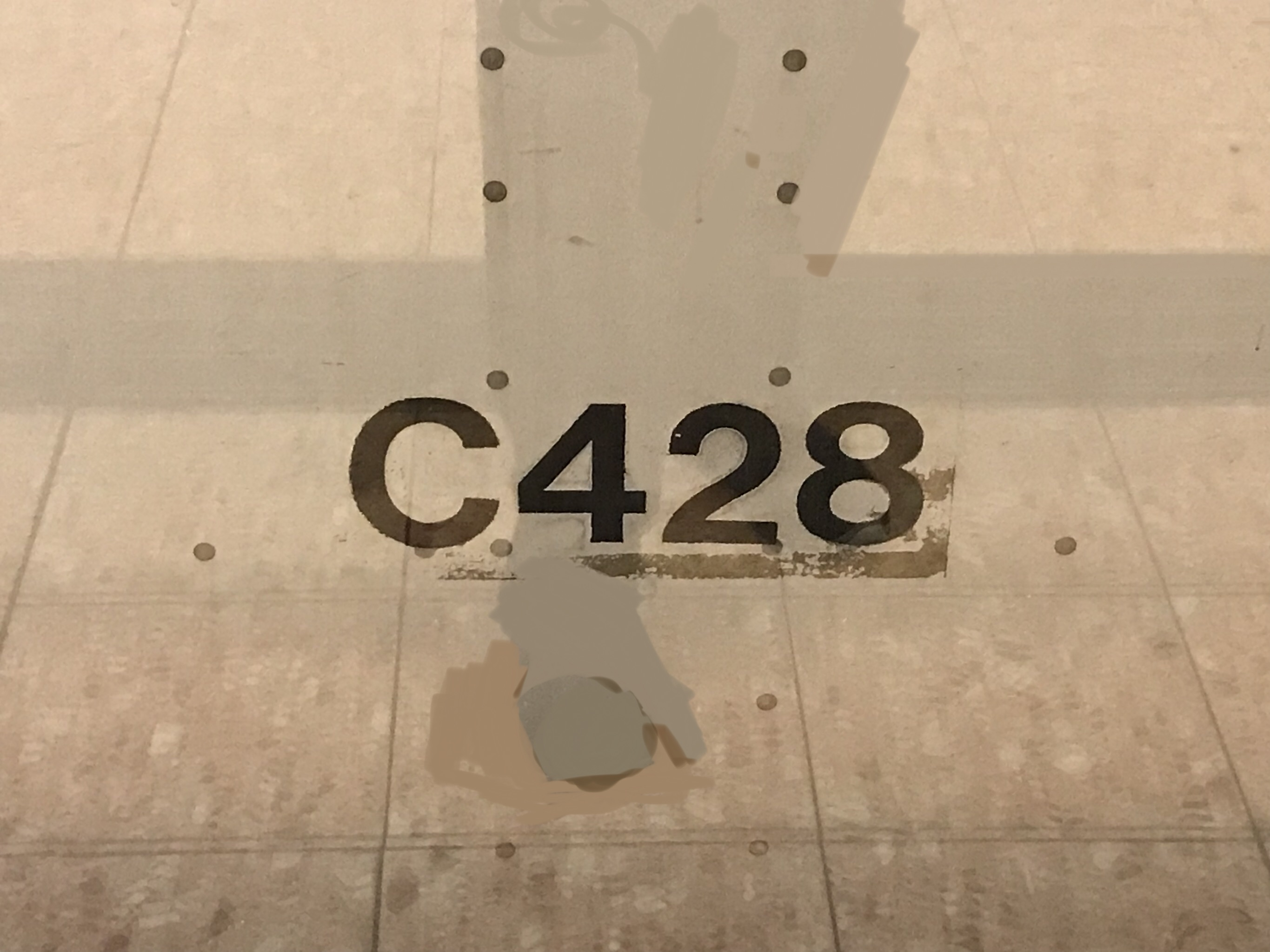
M train 車廂編號
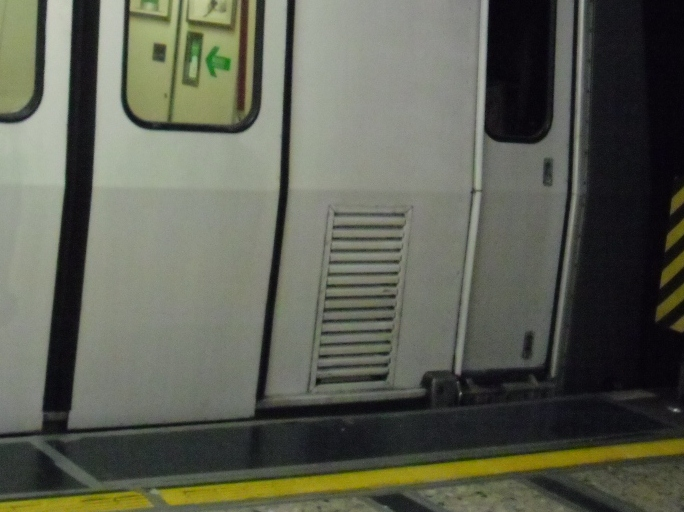
第1代列車的客門與司機門之間設有散熱裝置
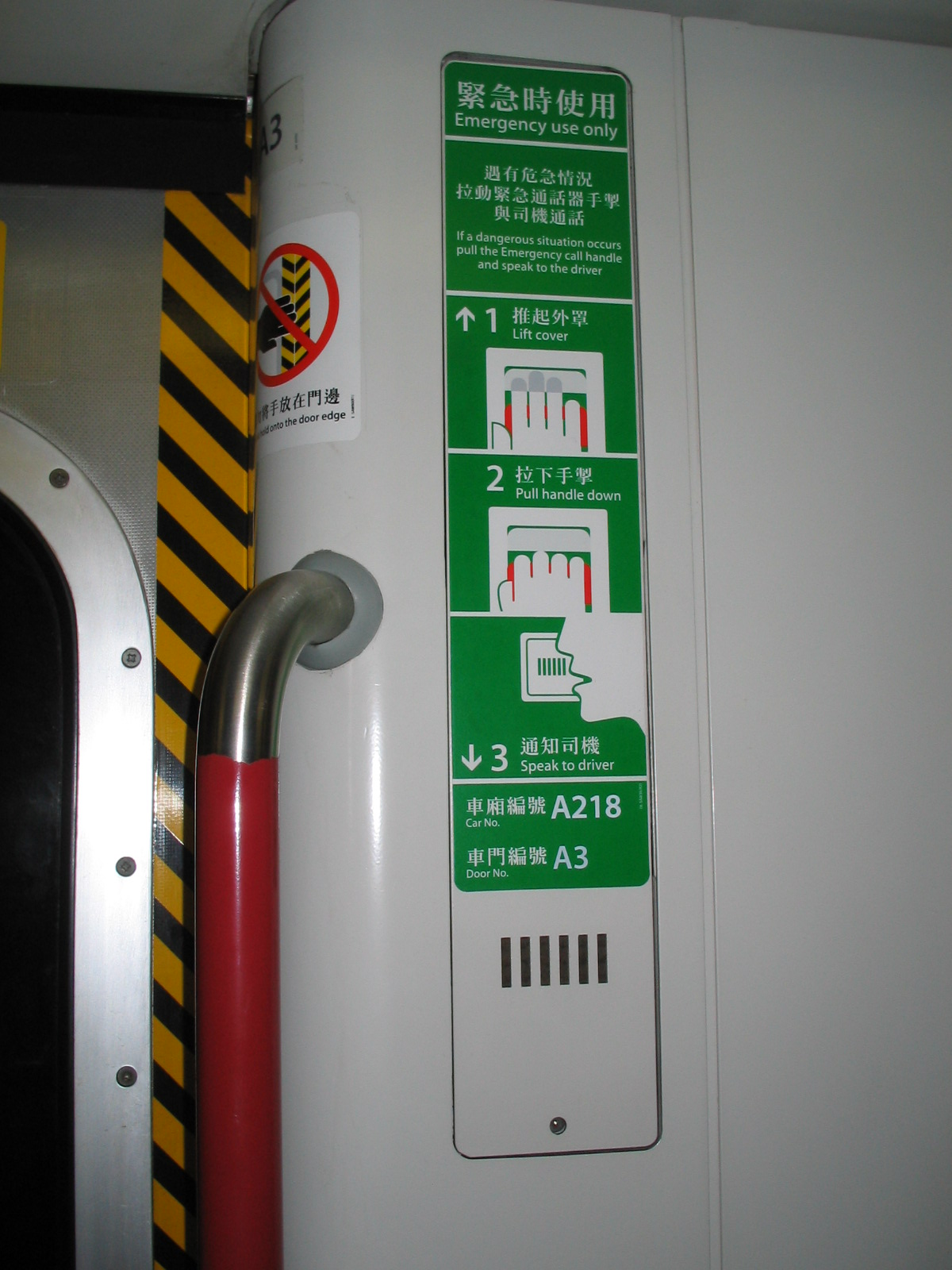
緊急通話掣使用方式
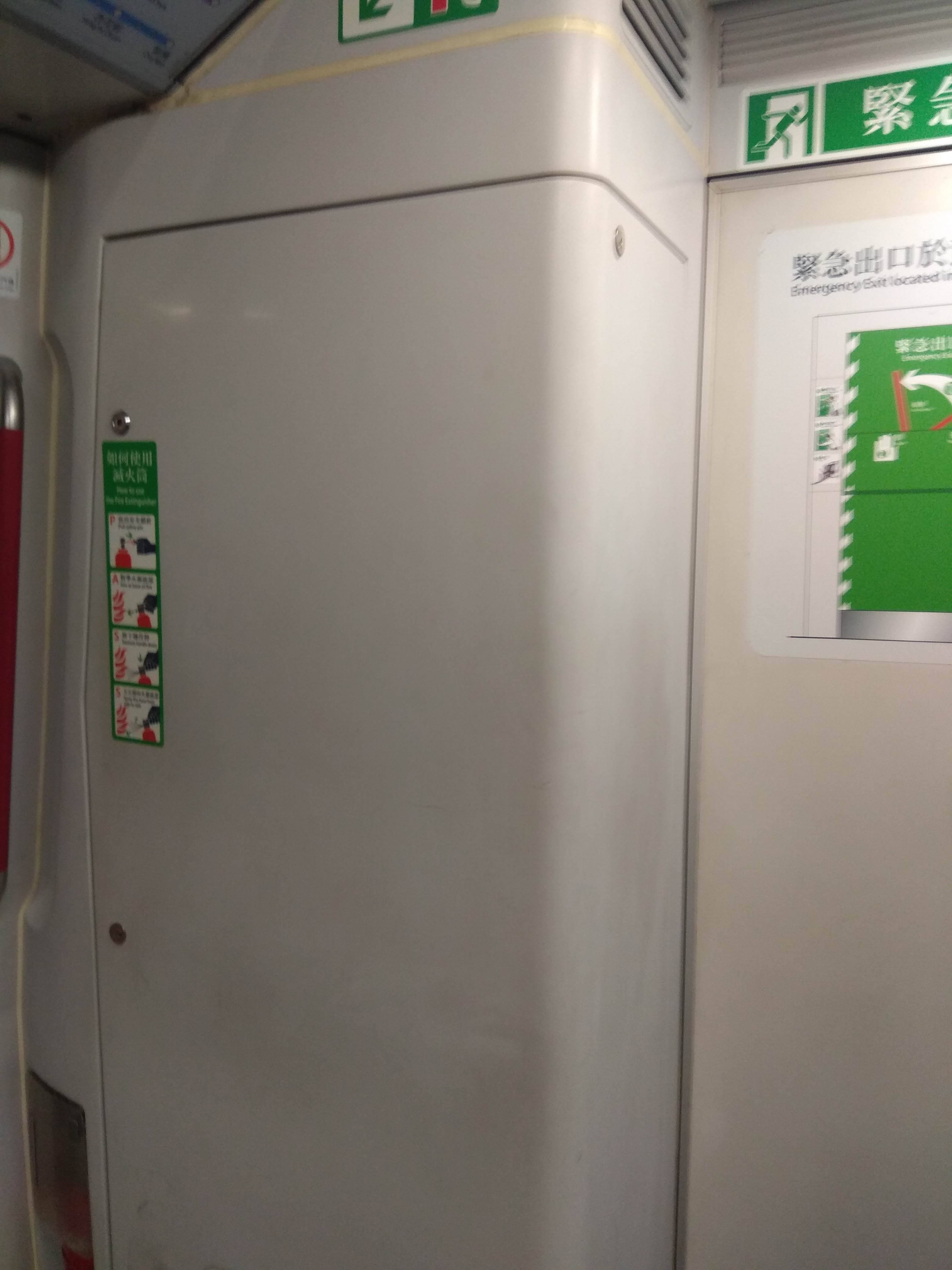
A110車廂的新訊號系統櫃
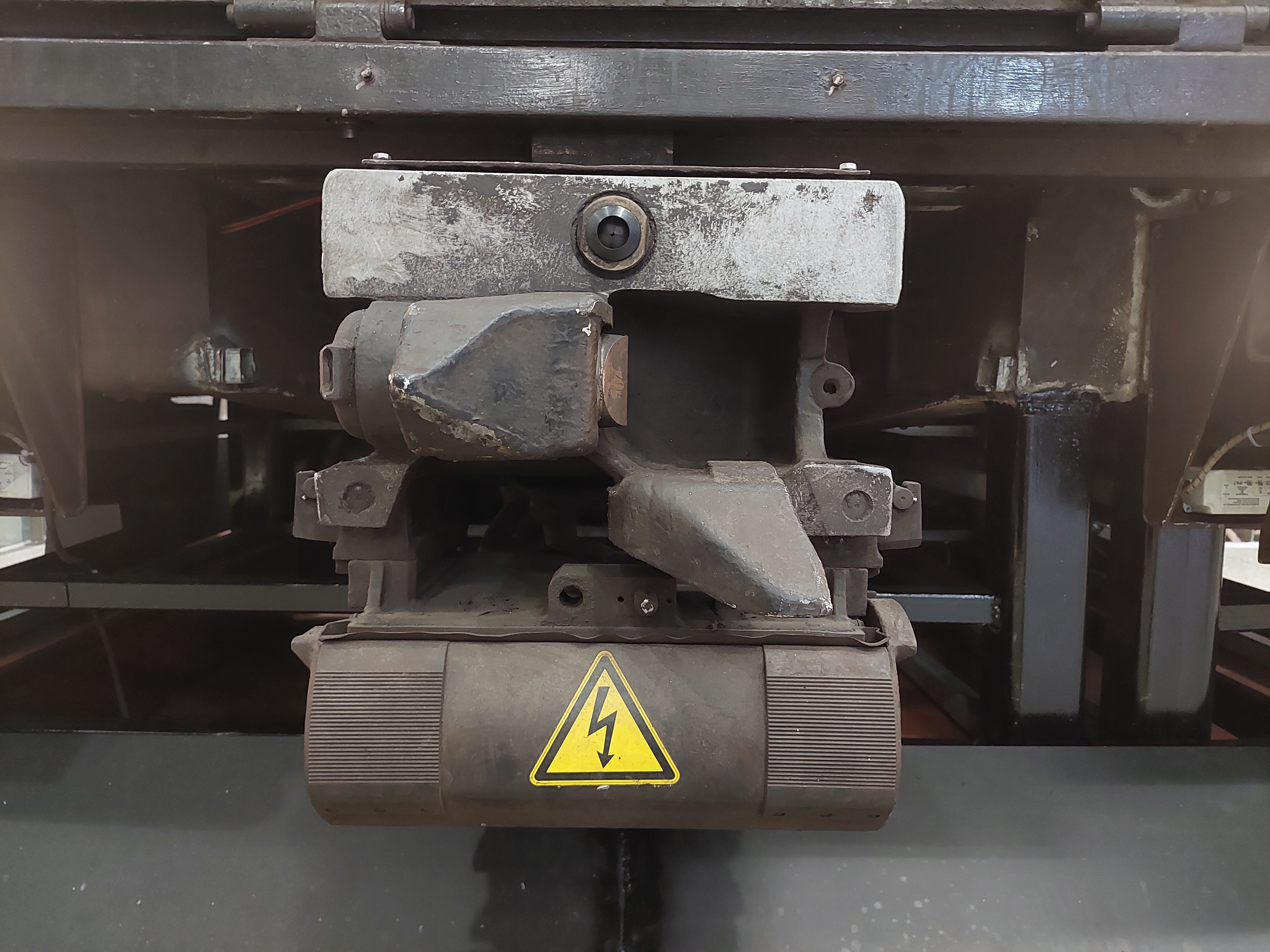
A128車廂的密接式車鈎

## 退役
2013年，港鐵有計劃將本型號列車再度全面翻新。後來，2015年5月，港鐵宣布招標以70億購買78列行走港島綫、荃灣綫、觀塘綫及將軍澳綫的列車，新列車將於2018年起運抵香港。屆時，於1979年至1985年間購置的現代化列車會在2018年開始退役。至於在1988年至1994年購入的現代化列車（2C和3代）則因為未達至設計壽命一半，原本考慮保留並翻新及繼續營運。
然而，港鐵又在2015年7月宣布以60億向中國中車添置93列新列車，新車的合約編號為C6014-14E，由中国中车旗下青島四方機車車輛股份有限公司奪得及負責93列新車的設計、供應、製造及營運測試。每列新列車將會與現時的市區綫列車一樣設有8卡車廂，主要在中國設計及製造；首批新車預計可以最快於2019年投入服務，至2023年93列新車便會全面投入服務以取代全數93列列車。換言之當市區綫新的中國製新車（市區綫願景列車）陸續投入服務時，這型號列車亦會預計於2022-2030年陸續全數退役，成為第一款會被港鐵中車青島四方電動列車取代的列車。時任立法會議員范國威質疑港鐵此舉是純粹從經濟成本考慮，認為港鐵不應該一次過更換所有英製列車。
2017年12月，港鐵為出售此型列車進行招標，並於2018年2月截標。
2018年2月24日，港鐵就此型號列車進行退役演習，以自力回送（全程不斷電及訊號系統）方式將A203/A110編組列車，由荃灣車廠經荔景站渡線駛往小蠔灣車廠擬設解體線，並於翌日凌晨返回荃灣車廠。
2022年9月11日，屬於觀塘線的A167/A168編組列車退役，駛往小蠔灣車廠，成為此型號觀塘綫列車首列非因為意外而正常退役的第1代列車。
在2022年11月22日，港鐵在新車記者會上，宣布此型號列車在2028-2029年全數退役。
在2023年1月10日，屬於港島綫的A153/A160編組列車退役，駛往小蠔灣車廠，成為此型號港島綫列車首列非因為意外而退役的列車。
在2023年10月17日，屬於荃灣綫的A285/A280編組列車退役，成為此型號荃灣綫首列第3代列車。
在2025年2月18日，屬於港島綫的A159/A252編組列車退役，駛往小蠔灣車廠，成為此型號首列非因為意外而退役的第2B代A/C卡列車。
在2025年6月17日，屬於港島綫的A185/A194編組列車退役，駛往小蠔灣車廠，成為此型號首列非因為意外而退役的第2A代A/C卡列車。

### 後續處理
按照港鐵安排，絕大多數同款列車退役後，均由承辦商送往劏車場進行拆解。然而，A139/A128編組列車於退役拆解後，A128端車頭和駕駛室則得以保留，並於2024年4月起在紅磡站的「站見」展覽中展出。

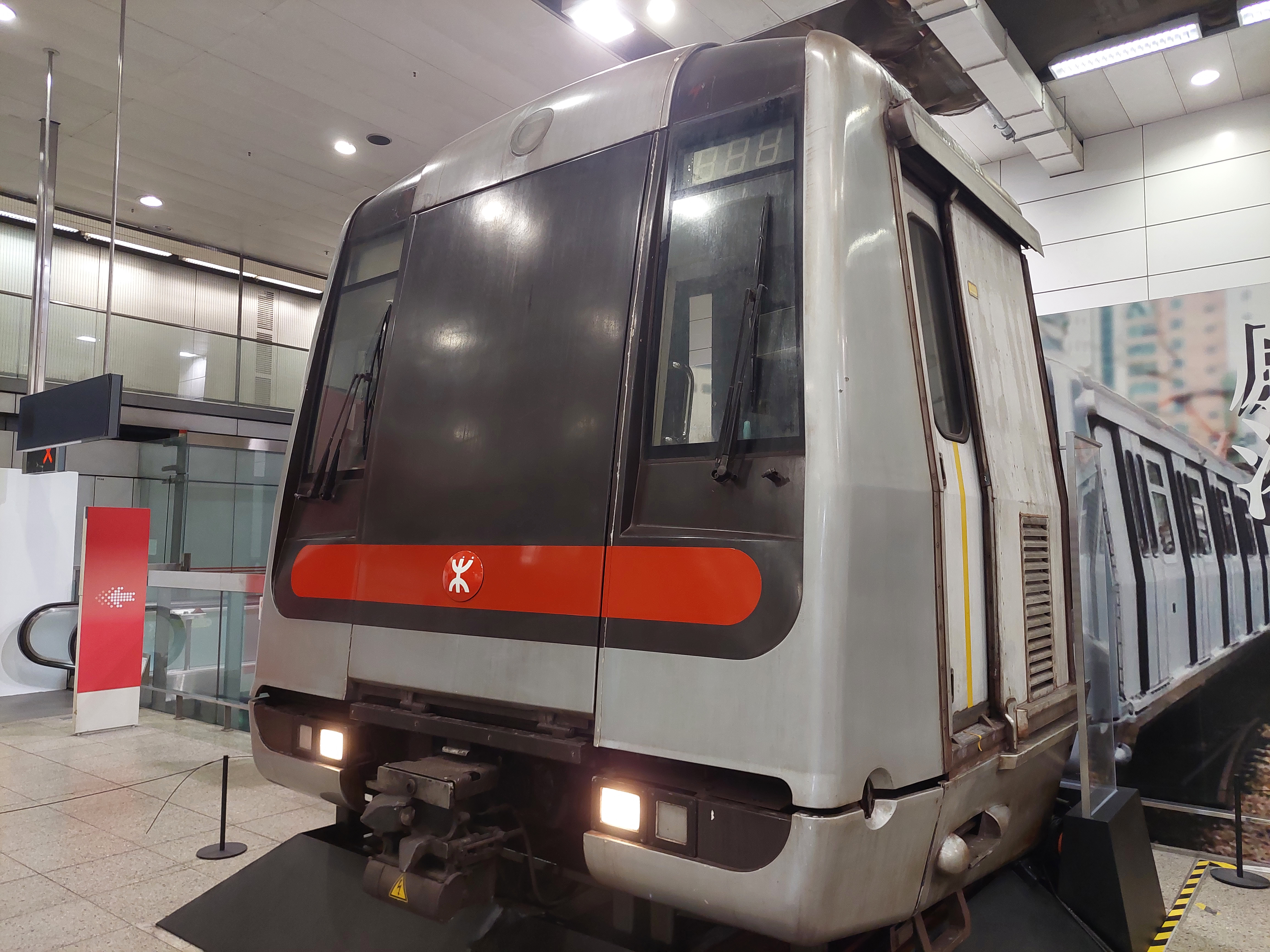
獲保留展出的現代化列車車頭（2024年5月）
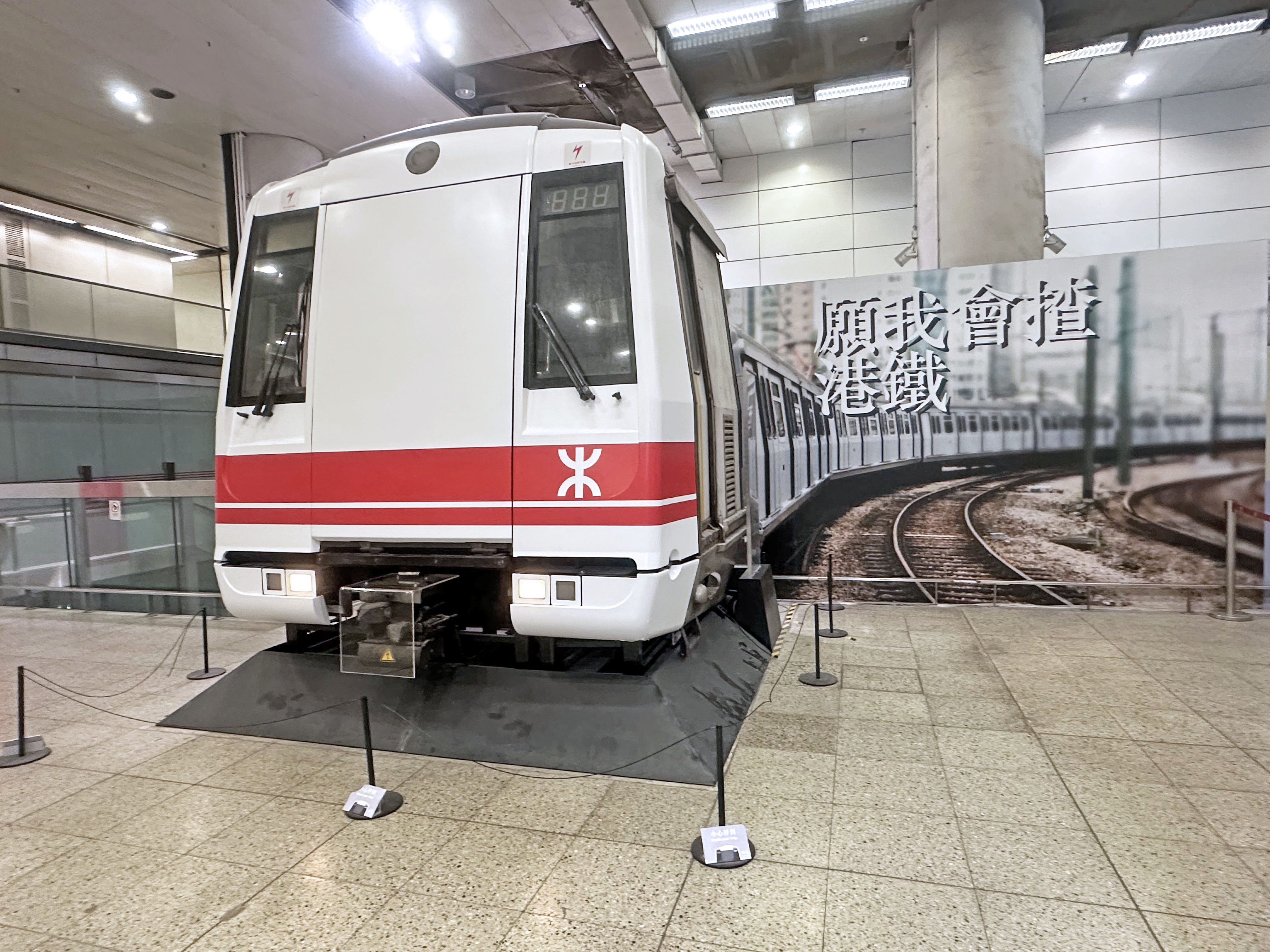
車頭曾披上45週年復古版塗裝（2024年11月）

## 外部連結
- MTR之今昔（页面存档备份，存于）
- 1994年地鐵都城嘉慕列車影片
- 香港鐵路大典上的相关条目：港鐵現代化列車